# Lutjanus timoriensis
Lutjanus timoriensis là một loài cá biển thuộc chi Lutjanus trong họ Cá hồng. Loài này được mô tả lần đầu tiên vào năm 1824.

## Từ nguyên
Từ định danh timoriensis được đặt theo tên của đảo Timor, nơi mà mẫu định danh của loài cá này được thu thập (–ensis trong tiếng Latinh là hậu tố biểu thị nơi chốn).
Loài này thường bị nhầm danh pháp là timorensis.

## Phân bố và môi trường sống
L. timoriensis có phân bố tương đối rộng rãi trong vùng Ấn Độ Dương - Thái Bình Dương, từ Maldives và Sri Lanka trải dài về phía đông đến Palau, quần đảo Samoa và Fiji, xa về phía bắc đến đảo Iriomote, gới hạn phía nam đến bờ tây bắc Úc và Vanuatu.
L. timoriensis sống gần rạn san hô và mỏm đá, độ sâu trong khoảng 15–100 m; cá con thường thấy ở khu vực nền đáy bùn.

## Mô tả
Chiều dài cơ thể lớn nhất được ghi nhận ở L. timoriensis là gần 74 cm, thường bắt gặp với chiều dài trung bình khoảng 30 cm.
Lưng và thân trên màu đỏ, thân dưới và bụng có thể đỏ, phớt hồng hoặc trắng bạc. Có một đốm đen ở thân sau, bị đường bên cắt ngang ở giữa. Các vây đỏ nhạt; gốc vây ngực đen. Cá con có một dải nâu đen dày, từ hàm trên xiên chéo lên phần trước vây lưng, và một đốm đen ở gốc vây đuôi với viền trắng phía trước, cũng có thể có các sọc đỏ nâu mảnh ở hai bên thân.
Số gai ở vây lưng: 10; Số tia vây ở vây lưng: 14–15; Số gai ở vây hậu môn: 3; Số tia vây ở vây hậu môn: 8; Số tia vây ở vây ngực: 17.

## Sinh thái
Thức ăn của L. timoriensis có thể là cá nhỏ và một số loài thủy sinh không xương sống khác.

## Giá trị
L. timoriensis không mấy phổ biến ở các chợ cá, nếu có thì thường được bán ở dạng tươi sống.